# Kim Shattuck
Kimberly Dianne Shattuck (Los Ángeles, California; 17 de julio de 1963-2 de octubre de 2019), conocida como Kim Shattuck, fue una cantante, música y compositora estadounidense. Shattuck fue la vocalista principal, guitarrista y compositora principal de la banda estadounidense de punk rock The Muffs, formada en 1991. De 1985 a 1990, Shattuck fue miembro de The Pandoras. En 2001, fue cantante, guitarrista y compositora de The Beards, un proyecto paralelo compuesto por Shattuck, Lisa Marr y Sherri Solinger. En 2013, se desempeñó brevemente como bajista de Pixies.

## Carrera

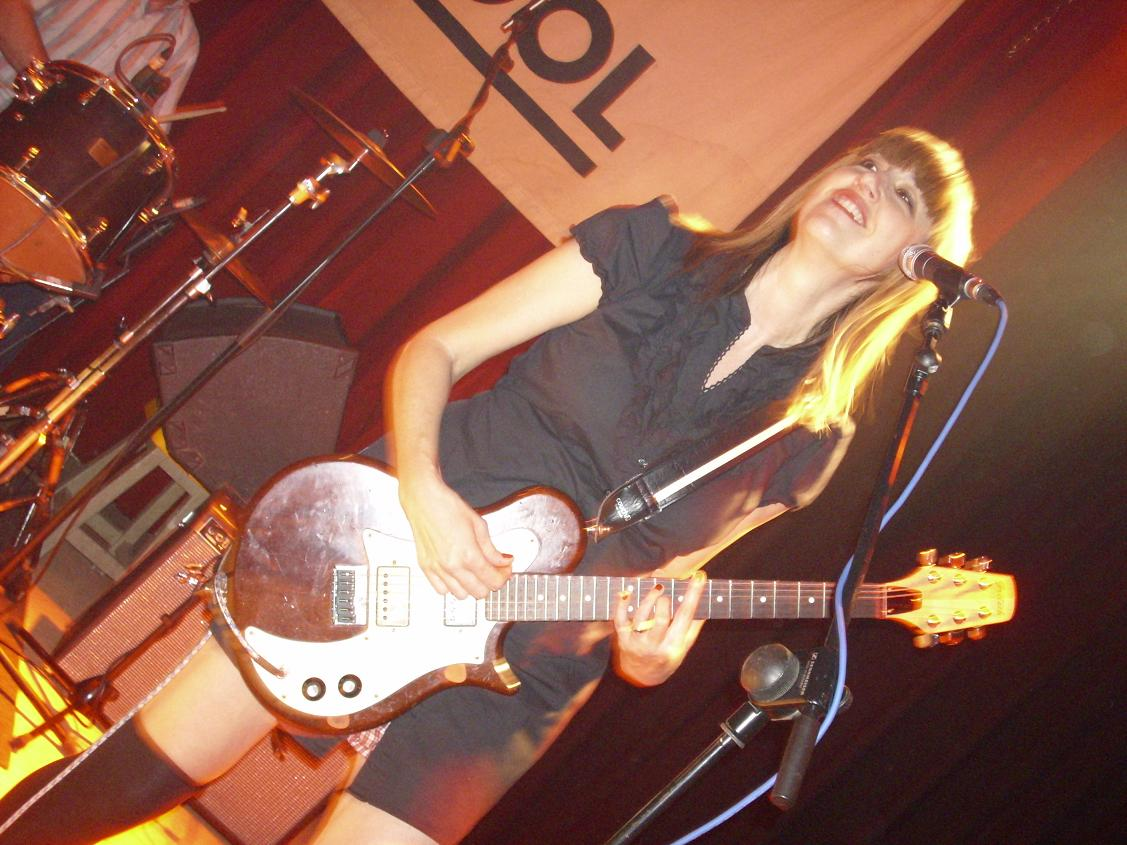
Shattuck durante una presentación en 2009.

De 1985 a 1990 fue miembro de The Pandoras. En 2001 fue cantante, guitarrista y compositora en The Beards, un  proyecto en paralelo compuesto por Shattuck, Lisa Marr, y Sherri Solinger.
Shattuck colaboró en la canción de NOFX «Lori Meyers», de su álbum Punk in Drublic.
Shattuck tocó en Pixies para su gira europea de otoño de 2013, luego de la salida de Kim Deal, bajista original. Al final de la gira, en noviembre, fue despedida por el mismo grupo.
Shattuck participó en la reunión de The Pandoras en julio de 2015 en Oakland, California. Aunque tocó el bajo y hacía coros, fue la cantante principal y guitarrista para el reencuentro porque Paula Pierce, su cantante y guitarrista original, murió en 1991.

## Enfermedad y muerte
Kim murió el 2 de octubre de 2019 por complicaciones de la esclerosis lateral amiotrófica. Tenía 56 años.